# Rouen Open 2024
Rouen Open 2024, oficiálně Open Capfinances Rouen Métropole 2024, byl tenisový turnaj na ženském profesionálním okruhu WTA Tour, hraný v Kindareně. Třetí ročník Rouen Open probíhal mezi 15. a 21. dubnem 2024 v normandské metropoli Rouen na halové antuce. Úvodní dva ročníky se konaly v sérii WTA 125 na halovém tvrdém povrchu. V sezóně 2024 byla událost povýšena do okruhu WTA Tour.
Turnaj dotovaný 232 244 eury patřil do kategorie WTA 250. Nejvýše nasazenou singlistkou se stala dvacátá druhá tenistka světa Anastasija Pavljučenkovová, jíž ve druhé fázi vyřadila Arantxa Rusová. Divokou kartu získala grandslamová šampionka a 192. hráčka žebříčku Naomi Ósakaová, která se na antuce naposledy předtím představila během French Open 2022. Časnou porážku utržila od Italky Martiny Trevisanové. Z Rouen tak Japonka odjela s kariérní bilancí zápasů na antuce 28–23.
V důsledku invaze Ruska na Ukrajinu na konci února 2022 řídící organizace tenisu ATP, WTA a ITF s grandslamy rozhodly, že ruští a běloruští tenisté mohli dále na okruzích startovat, ale do odvolání nikoli pod vlajkami Ruska a Běloruska.
Osmý singlový titul na okruhu WTA Tour, pátý v kategorii WTA 250 a druhý na antuce vybojovala 31letá Američanka Sloane Stephensová. Deblovou soutěž vyhrály Maďarka Tímea Babosová s Irinou Chromačovovou a odvezly si první společnou trofej.

## Rozdělení bodů a finančních odměn

### Rozdělení bodů
| Soutěž  | Soutěž      | vítězky | finalistky | semifinalistky | čtvrtfinalistky | 16 v kole | 32 v kole | Q  | Q2 | Q1 |
| ------- | ----------- | ------- | ---------- | -------------- | --------------- | --------- | --------- | -- | -- | -- |
| dvouhra | [ 3 ] [ 8 ] | 250     | 163        | 98             | 54              | 30        | 18        | 12 | 1  |    |
| čtyřhra | [ 9 ]       | 250     | 163        | 98             | 54              | 1         | —         | —  | —  | —  |

### Finanční odměny
| Soutěž                                | Soutěž      | vítězky  | finalistky | semifinalistky | čtvrtfinalistky | 16 v kole | 32 v kole | Q2      | Q1      |
| ------------------------------------- | ----------- | -------- | ---------- | -------------- | --------------- | --------- | --------- | ------- | ------- |
| dvouhra                               | [ 3 ] [ 8 ] | 30 650 € | 18 110 €   | 10 100 €       | 5 750 €         | 3 512 €   | 2 512 €   | 1 860 € | 1 200 € |
| čtyřhra                               | [ 9 ]       | 11 150 € | 6 270 €    | 3 600 €        | 2 250 €         | 1 652 €   | —         | —       | —       |
| částky ve čtyřhře jsou uváděny na pár |             |          |            |                |                 |           |           |         |         |

## Ženská dvouhra

### Nasazení
| Stát                         | Hráčka                     | WTA | Nasazení |
| ---------------------------- | -------------------------- | --- | -------- |
|                              | Anastasija Pavljučenkovová | 22. | 1.       |
| Francie                      | Caroline Garciaová         | 23. | 2.       |
| Ukrajina                     | Anhelina Kalininová        | 32. | 3.       |
| Čína                         | Jüan Jüe                   | 38. | 4.       |
|                              | Mirra Andrejevová          | 39. | 5.       |
| USA                          | Sloane Stephensová         | 40. | 6.       |
| Francie                      | Clara Burelová             | 44. | 7.       |
|                              | Anna Blinkovová            | 45. | 8.       |
| Žebříček WTA k 8. dubnu 2024 |                            |     |          |

### Jiné formy účasti
Následující hráčky obdržely divokou kartu do hlavní soutěže:
- Elsa Jacquemotová
- Naomi Ósakaová
- Alice Robbeová

Následující hráčky postoupily z kvalifikace:
- Fiona Ferrová
- Polina Kuděrmetovová
- Robin Montgomeryová
- Elena-Gabriela Ruseová
- Natalija Stevanovićová
- Katarina Zavacká

### Odhlášení
před zahájením turnaje
- Marie Bouzková → nahradila ji  Anna Karolína Schmiedlová
- Lucia Bronzettiová → nahradila ji  Nao Hibinová
- Sofia Keninová → nahradila ji  Majar Šarífová
- Petra Martićová → nahradila ji  Nadia Podoroská
- Sara Sorribesová Tormová → nahradila ji  Varvara Gračovová
- Ču Lin → nahradila ji  Viktorija Tomovová]

## Ženská čtyřhra

### Nasazení
| Stát                                                                     | Hráčka                | Stát     | Hráčka                  | WTA  | Nasazení |
| ------------------------------------------------------------------------ | --------------------- | -------- | ----------------------- | ---- | -------- |
| Japonsko                                                                 | Miju Katová           | Rumunsko | Monica Niculescuová     | 76.  | 1.       |
| Maďarsko                                                                 | Tímea Babosová        |          | Irina Chromačovová      | 125. | 2.       |
| Itálie                                                                   | Angelica Moratelliová | Itálie   | Camilla Rosatellová     | 149. | 3.       |
|                                                                          | Lidzija Marozavová    | Belgie   | Kimberley Zimmermannová | 154. | 4.       |
| Žebříček WTA k 8. dubnu 2024; číslo je součtem umístění obou členek páru |                       |          |                         |      |          |

### Jiné formy účasti
Následující pár obdržel divokou kartu:
- Alizé Cornetová /  Fiona Ferrová

## Přehled finále

### Ženská dvouhra
- Sloane Stephensová vs.  Magda Linetteová, 6–1, 2–6, 6–2

### Ženská čtyřhra
- Tímea Babosová / Irina Chromačovová vs.  Naiktha Bainsová /  Maia Lumsdenová, 6–3, 6–4